# Prandocin (województwo małopolskie)
Prandocin – wieś w Polsce położona w województwie małopolskim, w powiecie krakowskim, w gminie Słomniki.
Wieś duchowna Prędocin, własność Opactwa Cystersów w Mogile położona była w drugiej połowie XVI wieku w powiecie proszowskim województwa krakowskiego. Do 1954 roku siedziba gminy Kacice. W latach 1975–1998 miejscowość położona była w województwie krakowskim.

Integralne części miejscowości: Borek, Nowy Dwór.

## Historia
Wieś była wymieniana w dokumentach XIII-wiecznych jako własność klasztoru cystersów w Mogile.

## Zabytki
Obiekty wpisane do rejestru zabytków nieruchomych województwa małopolskiego.
- Zespół kościoła parafialnego pw. św. Jana Chrzciciela: kościół, dzwonnica, kolumna romańska z krzyżem przed kościołem. Kościół romański z XII wieku, zbudowany z ciosów piaskowca. Wewnątrz widoczne oryginalne detale architektoniczne. Również romańska jest kolumna przydrożnej kapliczki (krucyfiks późniejszy)[6].
- plebania.

## Religia
We wsi znajduje się kościół parafialny pw. św. Jana Chrzciciela, którego początki sięgają XII wieku. Obecnym proboszczem parafii jest ksiądz Marian Głowacki.
W latach 1894–1937 proboszczem miejscowej parafii był ks. kanonik Romuald Wiadrowski, który zasłynął również jako działacz niepodległościowy i społeczny. Z jego inicjatywy wybudowano szkołę w pobliskim Wężerowie.

## Sport
We wsi ma siedzibę klub sportowy Juvenia.
W sezonie 2024/2025 występuje w krakowskiej b-klasie, grupie 1